# The Number of the Beast (album)
The Number of the Beast is een album van Iron Maiden uit 1982. Het was het eerste album opgenomen met de zanger Bruce Dickinson en het laatste met drummer Clive Burr. Het album zou meteen ook de grote (internationale) doorbraak betekenen voor Iron Maiden. Op latere cd-versies van dit album is de B-kant van de Run to the Hills single, Total Eclipse, als bonustrack toegevoegd.
De titel verwijst naar het Getal van het Beest (666).

## Tracklist
1. "Invaders" (Harris)
2. "Children Of The Damned" (Harris)
3. "The Prisoner" (Smith, Harris)
4. "22, Acacia Avenue" (Harris, Smith)
5. "The Number of the Beast" (Harris)
6. "Run to the Hills" (Harris)
7. "Gangland" (Smith, Burr)
8. "Total Eclipse"(bonustrack op de heruitgave in 1998) (Harris, Murray, Burr)
9. "Hallowed Be Thy Name" (Harris)

Het lijkt alsof zanger Bruce Dickinson geen enkele bijdrage heeft gehad aan de teksten, maar door contractuele problemen met zijn oude band Samson mocht hij niet genoemd worden in de credits. In latere interviews heeft Bruce Dickinson gezegd meegewerkt te hebben aan "Children Of The Damned", "The Prisoner" en "Run To The Hills".

## Bandleden
- Steve Harris - basgitaar
- Bruce Dickinson - zang
- Adrian Smith - gitaar
- Dave Murray - gitaar
- Clive Burr - drums

## Singles
- Run to the Hills (12 februari 1982)
- The Number of the Beast (26 april 1982)